# Rostvingesångare
Rostvingesångare (Drymocichla incana) är en fågel i familjen cistikolor inom ordningen tättingar.

## Utseende och läte
Rostvingesångaren är en enfärgad ljusgrå sångare. Ovansidan är något mörkare, med tydligt tegelröda vingpaneler, ljust grågröna ögon och skäraktiga ben. Ungfågeln har brun anstrykning på undersidan. Lätet består av en gladlynt duett.

## Utbredning och systematik
Rostvingesångaren förekommer från östligaste Nigeria och Kamerun österut till norra Demokratiska republiken Kongo, södra Sydsudan och nordvästra Uganda. Den placeras som enda art i släktet Drymocichla och behandlas som monotypisk, det vill säga att den inte delas in i några underarter.

### Familjetillhörighet
Cistikolorna behandlades tidigare som en del av den stora familjen sångare (Sylviidae). Genetiska studier har dock visat att sångarna inte är varandras närmaste släktingar. Istället är de en del av en klad som även omfattar timalior, lärkor, bulbyler, stjärtmesar och svalor. Idag delas därför Sylviidae upp i ett antal familjer, däribland Cisticolidae. 

## Levnadssätt
Rostvingesångaren hittas i skogslandskap, framför allt flodnära skogar och kanter av sumpmarker. Den ses vanligen i par eller smågrupper.

## Status och hot
Arten har ett stort utbredningsområde och en stor population med stabil utveckling och tros inte vara utsatt för något substantiellt hot. Utifrån dessa kriterier kategoriserar internationella naturvårdsunionen IUCN arten som livskraftig (LC). Världspopulationen har inte uppskattats men den beskrivs som ovanlig till lokalt sällsynt.